# Centro trasmittente di Monte Serpeddì
Il centro trasmittente di Monte Serpeddì è un'importante postazione radiotelevisiva italiana e una delle principali della Sardegna. La postazione è localizzata nel comune di Sinnai, nella città metropolitana di Cagliari, a 1069 m s.l.m., sul monte omonimo, il quale costituisce la vetta più elevata del Massiccio di Sette Fratelli.
La definizione di "centro trasmittente" è adottata dalla Rai per gli impianti di trasmissione principali che trasmettono sia direttamente all'utenza che ai ripetitori secondari, i quali ritrasmettono, dopo opportuna conversione, il segnale dei centri trasmittenti. Tuttavia, questa postazione non è impiegata solo dalla Rai, infatti sono presenti numerosi trasmettitori d'altre emittenti sia nazionali che locali.

## Trasmissioni televisive

### Multiplex digitale terrestre
| Canale | Nome              | Polarizzazione |
| ------ | ----------------- | -------------- |
| 21     | Cairo Due         | Orizzontale    |
| 24     | Dfree             | Orizzontale    |
| 26     | RAI Mux A         | Orizzontale    |
| 29     | Mediaset 3        | Orizzontale    |
| 32     | Persidera 1       | Orizzontale    |
| 36     | Mediaset 2        | Orizzontale    |
| 39     | Eitowers Sardegna | Orizzontale    |
| 40     | RAI Mux B         | Orizzontale    |
| 42     | Persidera 2       | Orizzontale    |
| 43     | RAI Mux MR 8      | Orizzontale    |
| 46     | Mediaset 1        | Orizzontale    |
| 47     | Persidera 3       | Orizzontale    |

## Trasmissioni radiofoniche

### Radio FM
Le frequenze sono espresse in MHz
- 88,70	- Radio SuperSound
- 89,00	- Radio Otto Nove Classics
- 90,70	- Rai Radio 1 Sardegna
- 91,00	- Radio Deejay
- 92,40 - Radio Freccia
- 92,70	- Rai Radio 2
- 93,00	- Radio 105
- 93,50	- RTL 102.5
- 93,80	- Radio Monte Carlo
- 94,10	- Radio Zeta
- 95,00	- Radio Kalaritana-inBlu
- 95,60	- m2o
- 96,30	- Rai Radio 3
- 98,20	- Radio Sintony
- 98,50	- R101
- 99,30	- Radio Cusano Campus
- 100,80 - Radiolina
- 101,70 - Radio Evangelo Sardegna
- 102,90 - Radio Capital
- 103,60 - Radio Studio One
- 104,00 - Radio Studio 2000
- 104,30 - Radio Sardegna
- 105,00 - Radio Kiss Kiss
- 105,80 - RDS
- 106,10 - Radio Italia SoloMusicaItaliana
- 107,00 - Radio Radicale
- 107,30 - Radio Maria

### DAB
| Canale | Nome           |
| ------ | -------------- |
| 9A     | EURODAB ITALIA |
| 9B     | DAB+ RAI       |
| 9C     | RIA SARDEGNA   |
| 10B    | DRG DAB        |
| 10D    | DAB ITALIA     |